# Дубний
Дубният (Db) е химичен елемент, открит в Обединения институт за ядрени изследвания в Дубна, Русия, през 1967. Наречен е на града, в който се помещава институтът, като името е прието официално през 1997 г. Първо е синтезиран, като се бомбардират 243Am и 22Ne. Цветът е неизвестен, може би метален, сребристобял или сив. Метал е и остава в твърдо състояние до 298К. Атомната му маса е около 262, но не е уточнена със сигурност.